# Literatura română romantică
În literatura română, romantismul se face simțit prin intermediul scriitorilor pașoptiști (Ion Heliade Rădulescu, Costache Negruzzi, Vasile Alecsandri, Alecu Russo ș.a.). Influențele curentului persistă mult timp după declinul său în culturile vest-europene, atingând punctul culminant în opera lui Mihai Eminescu, considerat ultimul mare romantic european.

## Încadrare
Deoarece romantismul a fost primul curent literar manifestat la români în condiții tipice, neelitiste (cum a fost cazul umanismului, ai cărui autori aveau înalte poziții sociale ), existența sa se înscrie într-un complex stilistic alături clasicism, iluminism (curente din trecut care nu se manifestaseră în Țările Române). Cu toate că un asemenea conglomerat are la bază doctrine contradictorii, existența acestor elemente se reflectă în scrierile unor autori ai aceleiași perioade sau chiar în opera unui singur autor – cea mai elocventă poziție în acest sens îi aparține lui Mihai Eminescu.

## Desfășurare
Romantismul s-a manifestat în literatura română în trei etape:
1. preromantismul (cunoscut și ca romantism al scriitorilor pașoptiști sau de tip Biedermeier)
  - caracterizează gustul omului mediu, al burghezului
  - domestic, ideizant, idilic, conservator
  - cultivă confortul spiritual, pasiunile temperate, plăcerile simple
  - creațiile sunt, în mare majoritate, mediocre; este perioada imitării literaturii romantice din Europa de Vest, în special Franța
  - reprezentanți: Costache Negruzzi, Mihail Kogălniceanu, Vasile Alecsandri, Dimitrie Bolintineanu
2. romantismul propriu-zis (eminescian sau romantism înalt)
  - dimensiunea cosmică e dezvoltată până la exces
  - misticism, ocultism
  - pasiuni înflăcărate
  - capacitatea de a crea universuri imaginare, alternative ale lumii reale
  - reprezentant unic: Mihai Eminescu – impactul creației sale asupra autorilor ce i-au urmat este incomparabil mai mare decât acela a oricărui alt romantic din spațiul românesc
3. romantismul posteminescian
  - reactualizează teme și mijloace clasice și romantice, conferindu-le o nouă forță expresivă
  - marchează reacțiile lumii literare românești la depășirea apogeului de creație pentru Eminescu, sprijinind apariția multor epigoni ce nu s-au impus, dar și a unor autori care au purtat imaginile specifice acelui tip de romantism, impregnându-le cu elemente de expresie aparținând simbolismului, semănătorismului etc.
  - reprezentanți: George Coșbuc, Octavian Goga, Alexandru Macedonski, Barbu Ștefănescu Delavrancea

George Călinescu, în "Istoria literaturii române de la origini până în prezent" vorbește despre "micul romantism provincial și rustic" care s-a manifestat în perioada 1890-1900 reprezentat printre alții de Barbu Ștefănescu Delavrancea, Ioan Al. Brătescu-Voinești, G.Coșbuc, I.A.Basarabescu, I.N.Roman. Totodată autorul menționează rolul publicațiilor din această perioadă, fiind vorba despre "Revista nouă" scoasă de B.P.Hasdeu în 1887 și de "Vatra" redactată de Ion Slavici, I.L.Caragiale și de G.Coșbuc În 1894. "Revista nouă" propunea "a îmbrățișa tot ce merge la mintea și la inima poporului, tot ce se putea spune astfel încât lumea să înțeleagă și să guste tot ce învață plăcând și place învățând".(G.Călinescu, "Istoria literaturii române de la origini până în prezent")

## Specii abordate
Romantismul cultivă o serie largă de specii literare, cuprinzând:
- elegia ("Miezul nopței" de Grigore Alexandrescu, "O fată tânără pe patul morții" de Dimitrie Bolintineanu)
- epopeea
  - epopeea istorică ("Mihaiada" de Ion Heliade-Rădulescu)
  - epopeea cosmogonică ("Anatolida" de I. Heliade-Rădulescu)
- epistola ("Epistolă domnului Iancu Văcărescu" de Grigore Alexandrescu)
- oda ("Odă lui Schiller" de I. Heliade-Rădulescu)
- balada
  - balada istorică ("Muma lui Ștefan cel Mare" de D. Bolintineanu)
  - balada fantastică ("Mihnea și baba" de D. Bolintineanu)
- meditația ("Umbra lui Mircea la Cozia" de G. Alexandrescu)
- satira ("Satiră. Duhului meu" de G. Alexandrescu)
- fabula ("Toporul și pădurea", "Câinele și cățelul" de G. Alexandrescu)